# Reserva Comunal Airo Pai
Die Reserva Comunal Airo Pai ist ein peruanisches Schutzgebiet von kommunalem Rang in Nord-Peru in der Region Loreto. Das Schutzgebiet wurde am 25. Oktober 2012 eingerichtet. Verwaltet wird es von der staatlichen Naturschutz-Agentur Servicio Nacional de Areas Naturales Protegidas por el Estado (SERNANP). Das Areal besitzt eine Größe von 2478,88 km². Es dient der Erhaltung des tropischen Regenwaldes und damit einem Ökosystem bedrohter Pflanzen- und Tierarten. Es wird in der IUCN-Kategorie VI als ein Schutzgebiet geführt, dessen Management der nachhaltigen Nutzung natürlicher Ökosysteme und Lebensräume dient. Das Areal bildet das Siedlungsgebiet der indigenen Volksgruppe der Secoya.

## Lage
Das Schutzgebiet liegt in den Distrikten Teniente Manuel Clavero (Provinz Putumayo) und Torres Causana (Provinz Maynas). Im Westen reicht es bis an die ecuadorianische Grenze. Der zentrale und östliche Teil des Distrikts wird von den Flüssen Río Yuvineto und Río Angusilla nach Südosten entwässert. Das Schutzgebiet grenzt im Norden an den Nationalpark Güeppí Sekime und die Reserva Comunal Huimeki sowie im Westen an das ecuadorianische Wildtier-Reservat Cuyabeno.

## Ökosystem
In dem Gebiet wurden 184 Fischarten, 46 größere Säugetierarten, 437 Vogelarten, 48 Reptilienarten sowie 59 Amphibien-Arten gezählt. Zu den Säugetieren gehört der Jaguar (Panthera onca), der Puma (Puma concolor), der Flachlandtapir (Tapirus terrestris), der Braune Wollaffe (Lagothrix lagotricha), der Riesenotter (Pteronura brasiliensis), der Amazonas-Manati (Trichechus inunguis), der Amazonasdelfin (Inia geoffrensis) und der Amazonas-Sotalia (Sotalia fluviatilis). Zu den Reptilien gehört der Krokodilkaiman (Caiman crocodilus), der Schwarze Kaiman (Melanosuchus niger), der Brauen-Glattstirnkaiman (Paleosuchus palpebrosus), die Arrauschildkröte (Podocnemis expansa), die Terekay-Schienenschildkröte (Podocnemis unifilis), die Waldschildkröte (Chelonoidis denticulatus) und die Fransenschildkröte (Chelus fimbriata). Zur Vogelwelt der Region gehört die Harpye (Harpia harpyja), der Karunkelhokko (Crax globulosa), die Blaubrauenamazone (Amazona festiva), der Scharlachara (Ara macao) und der Gelbbrustara (Ara ararauna). Zu den Fischen, die man in den Gewässern antrifft, gehört Arapaima gigas, der Schwarze Pacu (Colossoma macropomum), die Gattung Brycon aus der Familie der Salmlerartigen, Surubim (Pseudoplatystoma fasciatum) und der Zungarowels (Brachyplatystoma flavicans).
Zur Flora zählen 1400 Pflanzenarten, darunter eine neu beschriebene Gattung der Veilchengewächse (Violaceae). Im Gebiet wächst der Kapokbaum (Ceiba pentandra), die Westindische Zedrele (Cedrela odorata), Cedrelinga cateniformis aus der Unterfamilie der Mimosengewächse, Aniba rosaeodora und die Buriti-Palme (Mauritia flexuosa).